# Mesoleius groenlandicus
Mesoleius groenlandicus là một loài tò vò trong họ Ichneumonidae.